# مستشفى الكندي التعليمي
مستشفى الكندي التعليمي إحدى مستشفيات بغداد الحكومية يقع في منطقة النهضة وسط بغداد. افتتحت المستشفى في عام 1976. وبسعة 370 سرير. يتبع المستشفى لوزارة الصحة العراقية. مدير المستشفى هو فراس محمود الموسوي.
وفي 2 كانون الثاني/يناير 2017 تعرض المستشفى لاعتداء إرهابي بسيارة مفخخة.

## الردهات والأقسام
- ردهة الطوارئ، بسعة 40 سرير.[3]
- ردهة باطنية رجال، بسعة 24 سرير.
- ردهة باطنية نساء، بسعة 24 سرير.
- ردهة حروق رجال، بسعة 10 سرير.[4]
- ردهة حروق نساء، بسعة 10 سرير.[4]
- ردهة حروق أطفال، بسعة 4 سرير.[4]
- ردهة جراحة رجال
- ردهة جراحة نساء
- ردهة كسور رجال
- ردهة كسور نساء
- ردهة ديلزة
- ردهة انعاش قلبي
- ردهة انعاش رئوي
- ردهة جملة عصبية
- ردهة خاص
- مركز فحوصات المقبلين على الزواج